# 和島正幸
和島 正幸（わじま まさゆき、1962年8月23日 - ） は日本の実業家。

## 経歴
明治大学工学部卒業。ペパーダイン大学MBA修了。
1985年、日立製作所に入社。東京、カリフォルニアなどで、営業およびマーケティングのマネジメント職を務める。13年間在籍した後に、コネクサント（現・Synaptics）に移り9年間の米国本社勤務後、日本地域のリージョナル・バイスプレジデントに就任。2009年にナショナル セミコンダクター（現・テキサス・インスツルメンツ）に入社し、2011年4月に日本法人代表取締役社長兼米国本社副社長、同年12月からはインターシル副社長兼日本法人代表取締役社長、2014年には日本アルテラ（現・インテル）に移り2015年からは代表取締役社長、インテルになってからは執行役員常務を務めた。2020年1月1日、ルネサスエレクトロニクスのIoT・インフラ事業本部グローバル営業統括部ヴァイスプレジデントに就任。2020年10月5日、NXP Semiconductors本社副社長兼NXPジャパン株式会社の代表取締役社長に就任。
日米のIT関連企業で、自動車機器、産業機器、民生機器、航空宇宙といった分野の市場開拓において実績を築き、要職を歴任してきた。